# Ký hiệu Pearson
Ký hiệu Pearson được sử dụng trong tinh thể học để miêu tả cấu trúc tinh thể và do W.B Pearson đề xuất Ký hiệu gồm 2 ký tự và một con số theo sau đó, ví dụ:
- Cấu trúc kim cương, cF8
- Cấu trúc rutile, tP6

Hai ký tự đầu tiên chỉ ô mạng Bravais, ký tự đầu tiên viết thường chỉ lớp tinh thể, và ký tự thứ 2 viết hoa chỉ loại ô mạng. Số sau cùng chỉ số nguyên tử trong một ô mạng cơ sở. IUPAC (2005) đề xuất rằng ký hiệu này có thể được sử dụng cho các cấu trúc của chất rắn vô cơ khi không có sự rõ ràng và nên viết nghiêng.
| a | tam tà                    |
| m | đơn tà                    |
| o | thoi                      |
| t | bốn phương                |
| h | sáu phương hoặc ba phương |
| c | lập phương                |

| C | tâm mặt            |
| F | tất cả tâm mặt     |
| I | tâm khối           |
| R | thuộc hệ ba phương |
| P | nguyên thủy        |

14 ô mạng Bravais được biểu diễn với hai ký tự đầu như sau:
| Lớp tinh thể                | Ký hiệu ô mạng | Ký hiệu Pearson |
| --------------------------- | -------------- | --------------- |
| Ba nghiêng tà               | P              | aP              |
| Một nghiêng                 | P              | mP              |
|                             | C              | mC              |
| Trực thoi                   | P              | oP              |
|                             | C              | oC              |
|                             | F              | oF              |
|                             | I              | oI              |
| Bốn phương                  | P              | tP              |
|                             | I              | tI              |
| Sáu phương (và ba phương P) | P              | hP              |
| Ba phương                   | R              | hR              |
| lập phương                  | P              | cP              |
|                             | F              | cF              |
|                             | I              | cI              |

## Ký hiệu Pearson và nhóm không gian
Ký hiệu Pearson không đặc trưng cho một nhóm không gian của cấu trúc tinh thể cụ thể, ví dụ cả hai cấu trúc của NaCl, (nhóm không gian Fm3m) và kim cương (nhóm không gian Fd3m) đều có cùng ký hiệu Pearson là cF8.